# Skolmassakern i Kertj
Skolmassakern i Kertj var en skolattack som ägde rum vid lunchtid den 17 oktober 2018 vid Polytekniska gymnasiet i Kertj på Krim. Vid dådet dödades minst 21 människor och 74 skadades, varav 10 allvarligt. Ryska federationens federala säkerhetstjänstens meddelade snabbt att det var Vladislav Rosljakov, en 18-årig fjärdeårselev vid yrkesskolan, som utförde attacken och sedan tog sitt liv.

## Attentatets händelseförlopp

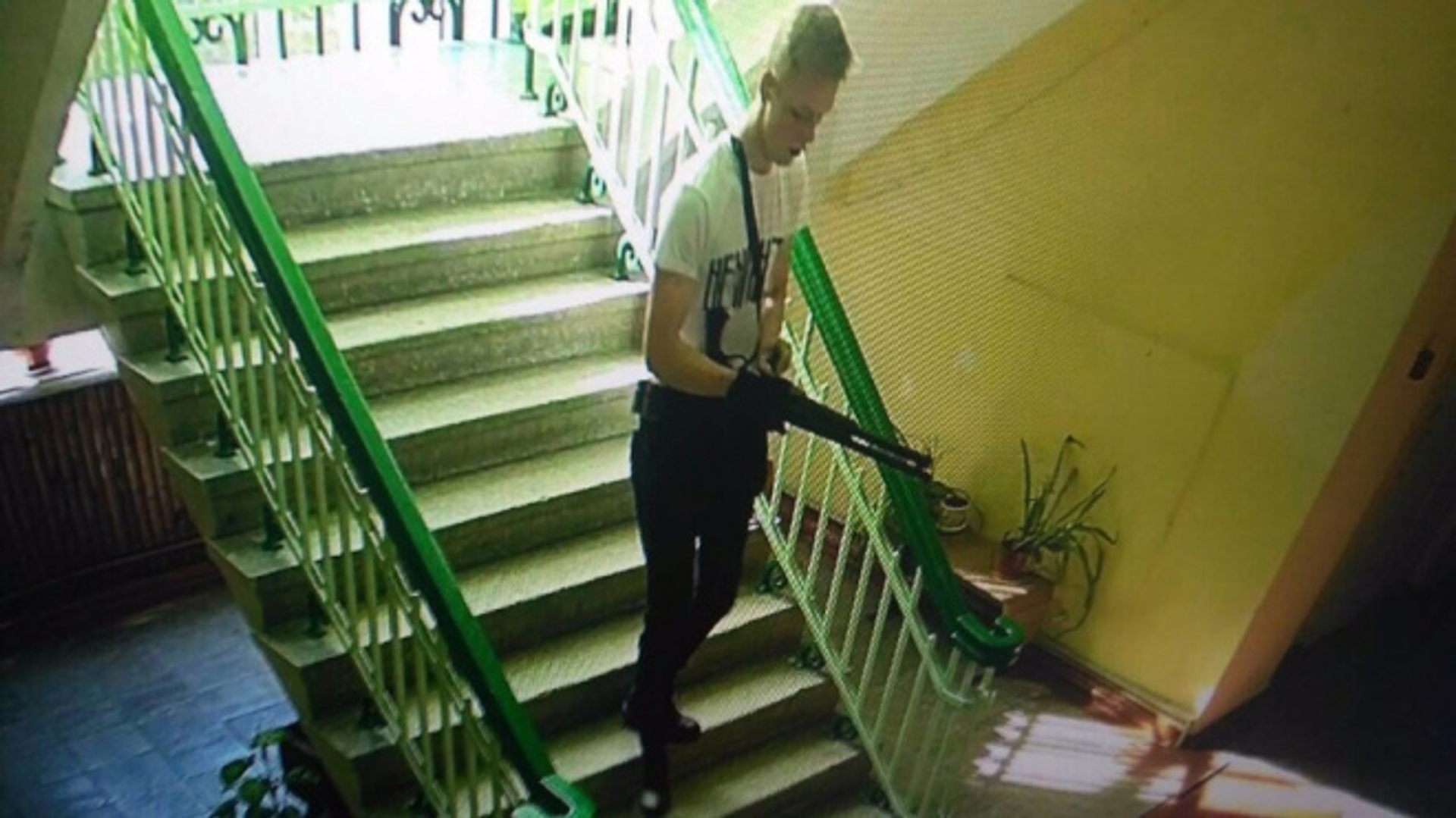
Vladislav Roslyakov beväpnad med ett gevär

Gärningsmannen detonerade först en hemmagjord spikbomb i skolans kafeteria, bomben var fylld med metallskrot. Ytterligare en odetonerad sprängladdning hittades bland hans tillhörigheter. 
Efter att ha detonerat bomben gick han runt i skolbyggnaden beväpnad med ett gevär och öppnade eld mot människor som kom i hans väg, med ett vapen för vilket myndigheterna tror att han hade en nyligen utfärdad licens. Skottlossningen pågick i omkring 15 minuter. Han hittades död i skolans bibliotek efter att han tagit sitt eget liv.
Polisen var på plats tio minuter efter att skjutningen började. Helikoptrar med läkarteam och nio ambulanser sändes därefter till platsen och de skadade togs till sjukhus i Kertj och runt om på Krim.

## Dödsoffer och skadade
Vid dådet dödades minst 21 människor och 74 skadades, varav 10 allvarligt. Sex av de skadade förflyttades till sjukhus i Moskva. Många skadades av bomben då den var fylld med bland annat metallkulor. Ett antal personer har tvingats till amputation, bland andra en 16-årig flicka. På morgonen dagen efter dådet meddelade lokala myndigheter att man identifierat alla dödsoffer, inklusive gärningsmannen. Av de 21 döda var 15 elever i åldrarna 15-21 år, fem var lärare och en var den 18-årige gärningsmannen. 

### Dödsoffer
| Elever - Sergey Stepanenko 15 år - Roman Karimov 21 år - Ksenia Boldina 17 år - Egor Perepelkin 19 år - Anna Zhuravleva 19 år - Vladislav Verdeborgo 15 år - Alina Kerova 16 år | - Ruslan Lysenko 17 år - Ruden Juraev 17 år - Vladislav Lazarev 19 år - Aleksey Lavrynovitj 19 år - Nikita Lorensky 16 år - Danil Pipenko 16 år - Daria Tjeherest 16 år - Victoria Demtjuk 17 åra | Lärare - Anastasia Baklanova 27 år - Aleksander Moiseenko 46 år - Svetlana Baklanova 57 år - Larisa Kudryavtseva 62 år - Lyudmila Ustenko 65 år | Gärningsman - Vladislav Igorevitj Roslyakov 18 år |

aVictoria Demtjuk dog under helikopterfärd till Simferopol, där hon skulle föras vidare med sjuktransport till Moskva efter en sjukhusvistelse i Kertj då båda hennes ben fick amputeras. Efter budet om hennes död försökte hennes pojkvän Armen Badalyan att ta sitt eget liv genom att hoppa från fjärde våningen.

## Gärningsmannen och hans motiv
Motivet är fortfarande okänt. Vladislava Samoylenko, 15-årig tidigare flickvän till Vladislav Rosljakov, berättade för ryska tv-kanalen RT att Rosljakov upplevde sig själv som utstött och mobbad, att han ofta hamnade i bråk och att han vid tillfällen sagt att han inte ville leva längre. Han ska enligt henne ha sagt att han hade tappat förtroende för människor när hans klasskamrater började förlöjliga honom för att han inte var som alla andra. Hans lärare har beskrivit honom som "fredlig".
I ryska medier drogs paralleller till Columbinemassakern i 1999, där två unga gärningsmän dödade 13 personer. Bilder på Vladislav Rosljakov och en av Columbine-mördarna, Eric Harris, publicerades intill varandra, då de båda bar liknande T-shirts under sina dåd. På Rosljakovs vita T-shirt fanns ryska texten "НЕНАВИСТЬ" (svenska: "HAT"). Som Harris tog han sitt eget liv genom ett skott mot huvudet. Detta kan peka mot ett copycat-brott.

## Brottmålsundersökningar och brottsrubricering

### Den ryska brottmålsundersökningen och brottsrubricering
Rysslands utredningskommitté, som hanterar större brottshändelser i landet, meddelade inledningsvis att händelsen skulle utredas som en misstänkt terrorattack, men det reviderades senare samma dag då de uppgav att händelsen i stället kommer att utredas som ett misstänkt massmord. Det antas att den döde Vladislav Rosljakov agerade på egen hand, men de ryska myndigheterna utreder ändå om han hade hjälp av någon.
Efter massakern gjordes bland annat rättsmedicinska och ballistiska undersökningar. Den misstänkta Vladislav Roslyakov fick en post mortem psykologisk och psykiatrisk undersökning. De brottsbekämpande myndigheterna utförde husrannsakan i den hyreslägenhet där Roslyakov bodde hos sin mamma och även husrannsakan i andra av Roslyakovs släktingars bostäder. Där har beslagtagit föremål som var relevanta för brottmålsundersökningen.

### Den ukrainska brottmålsundersökningen och brottsrubricering
Åklagarmyndigheten i den Autonoma republiken Krim, som numera är lokaliserad i Kiev, Ukraina, inledde en brottmålsundersökning utifrån den brottsrubriceringen som föreskrivs i del 3 i artikel 258 i den Ukrainska strafflagen (en terrorhandling som ledde till människors död).
I en intervju med pressbyrån Interfax-Ukraina, sade chefen för åklagarmyndigheten i den Autonoma republiken Krim, Gunduz Mamedov, att det faktum att Krimhalvön kontrolleras av Ryska federationen inte berövar Ukraina rätten att utreda frågan effektivt. "Naturligtvis är vi medvetna om komplexiteten och skapar inte illusioner att vi kan göra en utredning som om vi var på Krim. Men vi är skyldiga att vidta alla möjliga, uttömmande åtgärder för att klargöra fallet, mest för att fastställa fakta och inte låta dem manipuleras, så att de som är ansvariga för denna fruktansvärda tragedi straffas ", sade åklagaren. Bland annat betonade Mamadov att det är viktigt för den ukrainska sidan att ryska statens myndigheter utför "alla nödvändiga undersökningsåtgärder fullständigt och objektivt" och gör "allt som är möjligt för att fastställa sanningen".

## Ceremonin i Kertj

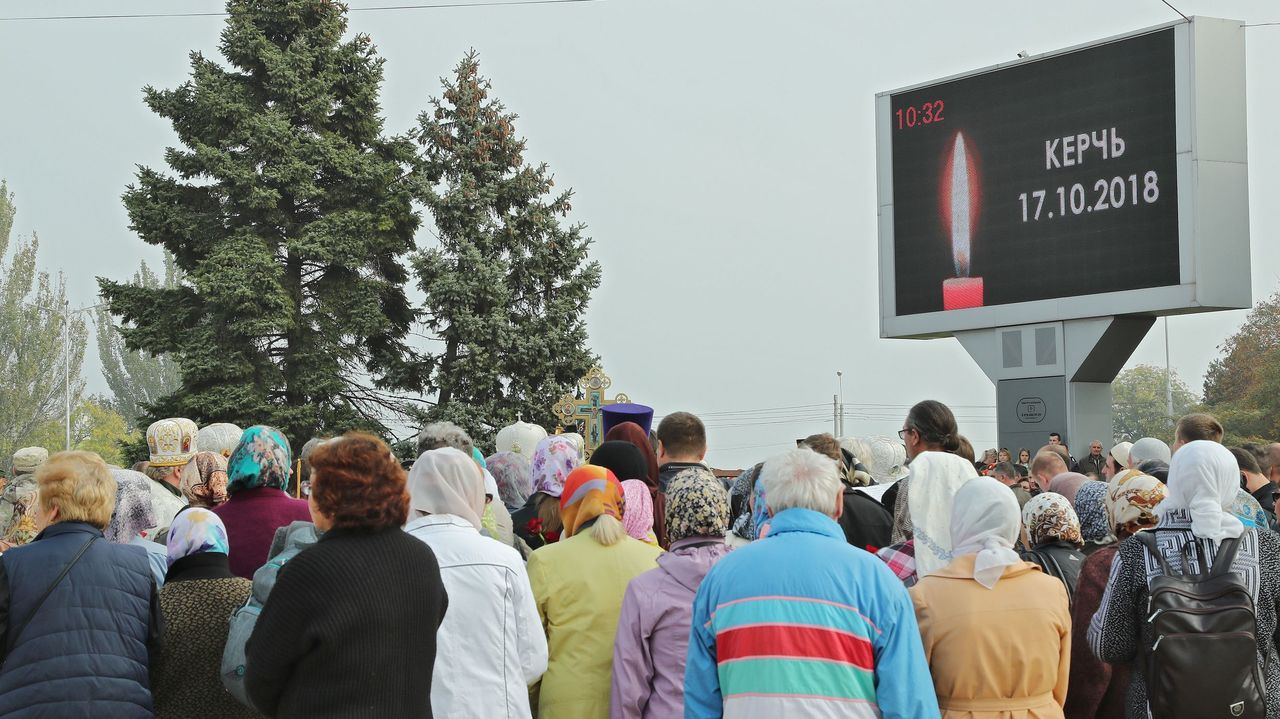
Ceremonin på Lenintorget i centrala Kertj hölls den 19 oktober.

På Lenintorget i centrala Kertj hölls den 19 oktober en två timmar lång ceremoni för 17 av offren för skolmassakern. 17 bord med röda dukar ställdes fram, med 17 porträtt av offren, ett på varje bord. Krims guvernör Sergej Aksionov och både en imam och en rysk-ortodox präst deltog i ceremonin eftersom såväl muslimer och kristna föll offer för attentatet. Enligt TASS deltog 20 000 i ceremonin. Efter ceremonin fördes 16 av kistorna till stadens begravningsplats och en till Hornostaivka på Krim. Tre av offren begravdes utanför Krimhalvön; Två lärare, mor och dotter, begravdes i Kuban och 19-årige Egor Perepelkin i sin hemstad Tjeljabinsk.
Det hölls även en ceremoni i Alexanderträdgården i Moskva.

## Reaktioner
De inledande reaktionerna på skolmassakern i Kertj speglade den pågående spänning i konflikten mellan Ukraina och Ryssland och präglades av ömsesidiga anklagelser.
- Franz Klintsevitj, medlem i det ryska federationsrådet (parlamentets överhus), meddelade att man kunde se "ett ukrainskt spår", där personer som "inte kan hålla tillbaka sitt hat mot Ryssland" kan vara inblandade.

- Vladimir Konstantinov, ordförande i Krims parlament, gick snabbt ut och uttalade att han misstänker Ukraina för att ligga bakom dådet, dock utan att kunna hänvisa till några konkreta bevis. Han meddelade också att dödsoffrens familjer kommer att få en ersättning på 1 miljon rubel (cirka 150 000 kronor) per familj.[13]

- Krims guvernör Sergej Aksionov meddelade samma dag att tre dagars landssorg på Krim 18, 19 och 20 oktober.

- Rysslands president Vladimir Putin sände vid en presskonferens, kort efter attentaten inträffat, sina kondoleanser till de drabbade och sade att han ska hålla dem informerade och att motivet, som fortfarande är okänt, kommer att utredas noggrant.

- Ukrainas president Petro Porosjenko gav sina kondoleanser till de drabbade, som han beskrev som ukrainska medborgare.[14]

- Kondoleans i samband med tragedin uttrycktes också av Tysklands förbundskansler Angela Merkel och Belarus president Aleksandr Lukasjenko.

- Skolskjutningen drog igång en debatt om vapenlagarna i Ryssland. Gärningsmannen hade jaktlicens och en månad före dådet inhandlade han på laglig väg ett jaktgevär tillsammans med 150 patroner. Nu ska statsduman diskutera om lagarna behöver ses över.